# Svizzera all'Eurovision Song Contest 1959
La Selezione Svizzera per l'Eurofestival 1959 si svolse a Losanna il 22 febbraio 1959.

## Canzoni in ordine di presentazione
| Posizione | Canzone                                             | Artista                      |
|           | Ein kleines schiff in einer alten branntweinflasche | Jo Roland                    |
|           | Marie toi, Marie, Marie toi                         | Mathé Altéry                 |
| 1.        | Irgendwoher                                         | Christa Williams             |
|           | Adieu Madeleine                                     | Jo Roland                    |
|           | Die spieldose                                       | Christa Williams e Jo Roland |
|           | Fallait pas faire ça                                | Mathé Altéry                 |
|           | Mit küssen fängt die liebe an                       | Christa Williams             |
|           | Sire, le roi                                        | Jo Roland                    |
|           | Mein kleines lied                                   | Christa Williams e Jo Roland |